# Geschichte der Stadt Eckernförde

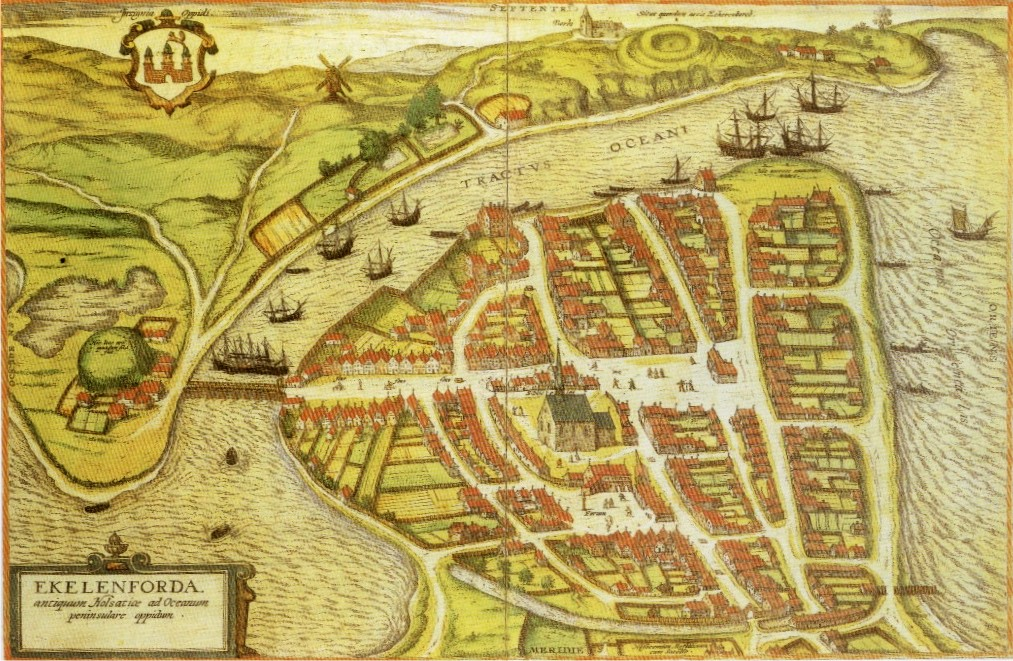
Erster bekannter Stadtplan Eckernfördes von Braun/Hogenberg, spätestens 1618 veröffentlicht

Dieser Artikel behandelt die Geschichte der Stadt Eckernförde von der Urgeschichte bis in die Gegenwart.

## Frühgeschichte

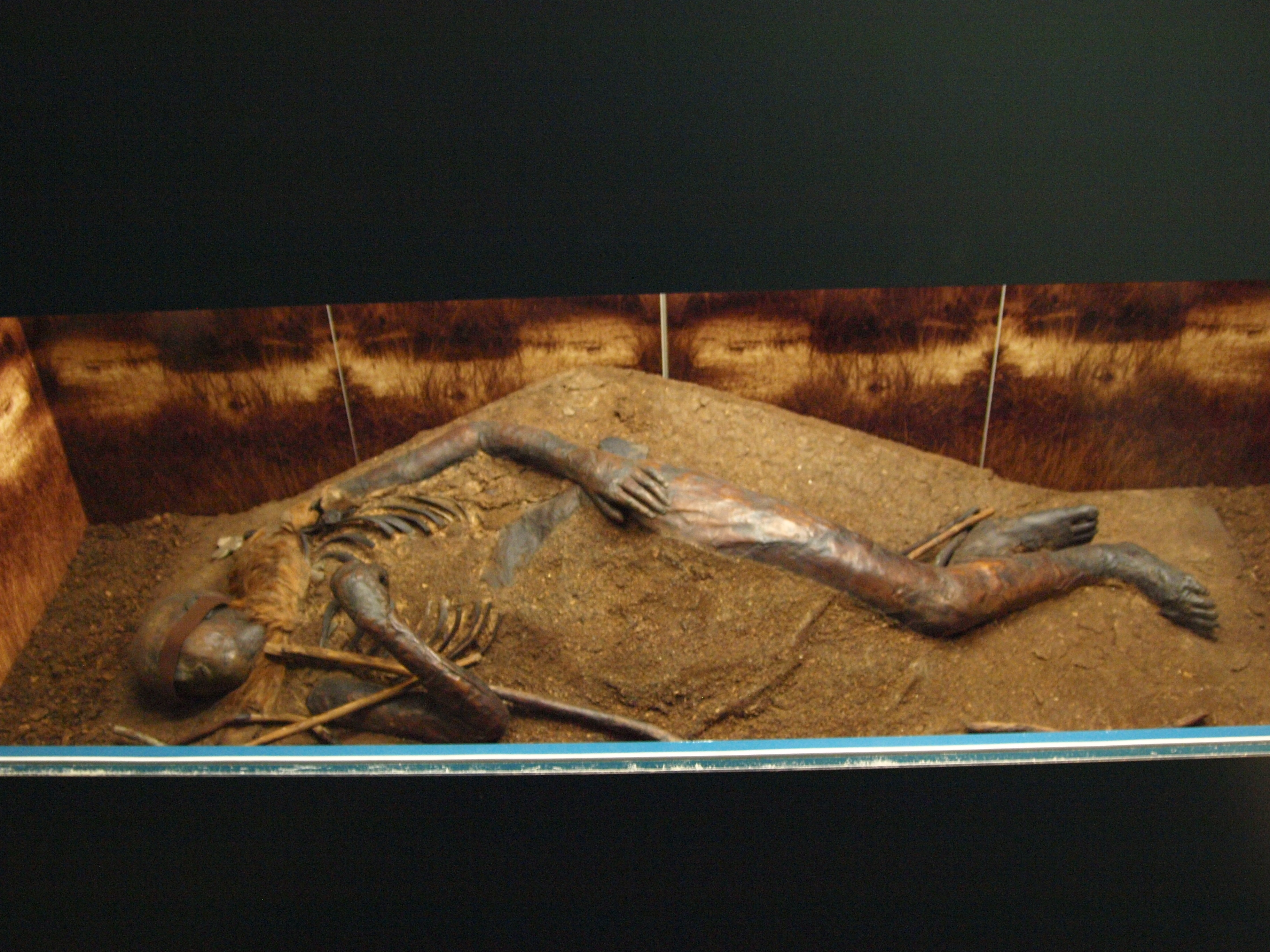
Moorleiche von Windeby I im Schleswig-Holsteinischen Landesmuseum Schloss Gottorf

Archäologische Funde im heutigen Eckernförder Stadtgebiet belegen eine Besiedelung in zwei Epochen: in der Jungsteinzeit (etwa 5000–2000 v. Chr.) und in der Eisenzeit (ab etwa 500 v. Chr.). Während der Ausschachtungsarbeiten für das Gelände der Torpedoversuchsanstalt (TVA) Nord (Louisenberg) wurden 1936/37 Reste einer jungsteinzeitlichen Siedlung gefunden, darunter diverse Werkzeuge jener Tage (darunter eine verzierte Rosenaxt) und ein menschlicher Oberschenkelknochen.
Wichtigstes Zeugnis einer Besiedlung im ersten Jahrhundert unserer Zeitrechnung ist der Fund der beiden Moorleichen von Windeby im Domslandmoor. Eine der beiden Leichen wurde lange Zeit als „Mädchen“ angesehen, ist tatsächlich jedoch männlichen Geschlechts. Die Untersuchung des dort entnommenen Torfprofils 1958 ergab unter anderem, dass an dieser Stelle seit der Eisenzeit Torf gestochen wurde. Daneben wurden rund um das Windebyer Noor weitere archäologische Funde gemacht, die auf Ansiedlungen in der Eisenzeit rund um den See schließen lassen. So wurden beispielsweise 1951 beim Bau der Eckernförder Umgehungsstraße an gleich mehreren Stellen auf Muschelschalenhaufen und Küchenabfälle gefunden, die mittels der Pollenanalyse der Eisenzeit zugerechnet werden konnten. Aus der Zeit um Christi Geburt stammen Reste eines Eisenverhüttungsplatzes.
Vermutet werden weitere Fundstellen jener zwei Epochen in der Ostsee und im Windebyer Noor, da der Wasserstand in diesen Zeiten um einige Meter unter dem heutigen lag. Diese Annahme wurde 1995 durch die Ortung zweier „fossiler Inseln“ im Windebyer Noor mittels eines Sedimentenecholots (siehe: Echolot, Abschnitt Echolote für die Forschung) verstärkt.
Für eine Besiedlung während der Völkerwanderungszeit (5./6. Jahrhundert n. Chr.) sprechen gefundene Urnenscherben.
Der Osterwall (auch: Ostwall) des Danewerks führte bis an das Windebyer Noor heran.

## Entstehung der Stadt Eckernförde und der Siedlung Borby
Die Herkunft des Stadtnamens Eckernförde ist nicht genau belegt und streitig. Der erste Namensteil Eckern weist möglicherweise auf Bucheckern hin, da Rotbuchen im heutigen Stadtgebiet früher ein geschlossenes Waldgebiet bildeten. Daher wohl das Eichhörnchen (dänisch egern, altdänisch ikorni) im Wappen, nach anderer Namensdeutung ist es das Eichhörnchen selbst, das zum ersten Namensteil geführt hat. Der zweite Namensteil -förde bezeichnet eine schmale Meeresbucht; dieser Namensbestandteil kann etymologisch als Furt gedeutet werden (– ursprünglicher zweiter Namensteil war -vorde – vgl. Voerde und Bremervörde, niederländisch: Voorde). Eine Furt existierte zwischen der Ostsee und dem noch mit ihr verbundenen Windebyer Noor. Der Eckernförder Historiker Jann Markus Witt nennt zwei Möglichkeiten der Namensdeutung: entweder „Förde bei der Eckernburg“ oder „Eichhörnchenfurt“. Zeitweise wurde der zweite Namensbestandteil durch -burg ersetzt, wie beispielsweise „Ykælænborg“ oder „Ykernæburgh“ = etwa „Eichhörnchenburg“. Hans Nicolai Andreas Jensen wies 1841 darauf hin, dass die Stadt nach ihrem ersten Siegel noch keinen bestimmten Namen trug, sondern die Einwohner nur als Bürger vor der Eckern-Burg (Si.Sivi:vor:de:ekerne:borgh) bezeichnet wurden, woraus sich dann der spätere Name zuerst (1288) über Eckerneuorde entwickelte. Demnach hätte bei Hinweglassung des Bestandteiles Burg eine Wortumkehrung stattgefunden, bei der -förde aus vor de(r) entstand.
Die Ortsbezeichnungen Eckernfördes begannen in der Vergangenheit überwiegend mit dem Anfangsbuchstaben E, außerdem auch mit den Anfangsbuchstaben Æ, H, N und Y (s. o.).
Das genaue Gründungsdatum der Siedlung Eckernförde ist unbekannt; als der Dänenkönig Erich v. Pommern angeblich die Stadt 1416 im Krieg gegen die Grafen von Holstein niederbrannte, gingen angeblich alle Urkunden verloren. Ob dieser Stadtbrand jedoch überhaupt stattgefunden hat, ist strittig; dieses Ereignis sei, so beispielsweise Eckernförder Historiker Henning Unverhau, „einzig der Phantasie eines tendenziösen Geschichtsschreibers entsprungen“. Zu den vielen fachlichen Streitpunkten über die Anfänge der Stadt Eckernförde gehört die Frage, ob Eckernförde direkt als Stadt gegründet wurde (so Horst Slevogt) oder ob vor der Stadtgründung bereits eine Siedlung – ein Fischerdorf an gleicher Stelle oder ein nördlicher gelegenes Bauerndorf (so vermutet Unverhau) zum Beispiel – bestand. Der Name Ekerenvorde wurde zuerst im Jahr 1197 im Zusammenhang mit den beiden Eckernförder Rittern Godescalcus de Ekerenvorde und Nikolaus de Ekerenvorde erwähnt. Zu diesem Zeitpunkt stand bereits die Borbyer Kirche auf der gegenüberliegenden Seite in Borby wohl spätestens ab 1190. Ende des 12. Jahrhunderts errichteten die Dänen am Ende der Eckernförder Bucht eine Burg, die 1231 im Erdbuch von König Waldemar II. als Ykernæburgh (Eichhörnchenburg) erwähnt wurde. Hierauf weist noch der Stadtteil Borby hin (dänisch Borreby von borg, Burg), dessen Gründung heute mit „um 1150“ datiert wird. Über den genauen Standort der Burg – unterhalb Borbyer Kirche versus Burgwall/Gasstraße – setzen wieder die unterschiedlichen Meinungen historischer Betrachtung ein; der Historiker Jann Markus Witt enthält sich einer abschließenden Festlegung, ob die Burg überhaupt auf einem dieser beiden Plätze stand („wahrscheinlich auf dem nördlichen Fördeufer“), während der ebenfalls aus Eckernförde stammende Historiker Henning Unverhau ganz auf die Burgwall-Variante setzt. Bereits im Städteansichtsbuch von Georg Braun und Frans Hogenberg Ende des 16./Anfang des 17. Jahrhunderts wurde von zwei nicht mehr existierenden Schlössern berichtet (die Bezeichnungen Schloß und Burg wurden seinerzeit synonym verwendet), von der der Borbyer Kirche nahe gelegen 'Ekernborch', „welchs obs wol in den Dänischen kriegen zerschleifft“ und von einem zweiten: „Nicht weit von dieser Brucken“, gemeint die Lange Brücke über den Hafen, „wirdt gegen westen gesehen ein hoher Berg mit einem Graben vnd Wall, dar auff vor zeiten ein Schloß gestanden“. Von diesem sei „nit so viel, als von dem vorigen vorhanden.“ Überliefert ist ein Henneke Molteke als Befehlshaber der Burg im Jahre 1349.
Um 1210 wurde mit dem Bau der zunächst einschiffigen, nach dem Heiligen Nicolaus benannten Kaufmannskirche begonnen; der Baukörper dieses ersten Kirchenbaus besteht teilweise noch als integrierter Teil der heutigen Sankt-Nicolai-Kirche.
1302 wurde Eckernförde erstmals zweifelsfrei als Stadt erwähnt: In jenem Jahr kam es zu einer Korrespondenz zwischen Lübeck und Eckernförde über ein aufgefundenes Schiff; im mit Eckernförder Stadtsiegel versehenen Schreiben vom 6. Mai 1302 bestätigte der Bürgermeister und die Gemeinde der Stadt Eckernförde (consules et universitas civitatis Ekorenforde) ihrem Bürger Eskil Lille (auf Deutsch: Eskil der Kleine) das Eigentum an diesem Schiff. Der Zusammenhang macht deutlich, dass 1302 Eckernförde als Stadt schon bestand und nicht erst 1302 die Stadtrechte bekam. Diverse Eintragungen und Formulierungen in Urkunden seit 1197 (beispielsweise die explizite zusätzliche Nennung von Ykærnæburgh im Gebiet Fræzlæt im Steuerbuch von 1231) wurden und werden teilweise als Beleg dafür gewertet, dass Eckernförde als Stadt schon zu diesen Zeitpunkten bestand. Karl Friedrich Schinkel sieht Anlass, die Verleihung der Stadtprivilegien auf das Jahr 1215 zu datieren. Vor allem wird eine Mitteilung der dänischen Königswitwe Mechthild von Holstein an die Eckernförder Stadtbevölkerung (oppidani) aus dem Jahre 1288 über Eigentumsänderungen im Raum zwischen Eider und Schlei von mehreren Historikern dahingehend interpretiert, dass Eckernförde als Stadt schon 1288 bestand, obwohl das Wort cives gegenüber oppidani eindeutiger wäre. Das Stadtrecht wurde 1543 erneut(?) schriftlich fixiert und war an das der mächtigen Nachbarstadt Schleswig angelehnt.
Eckernförde war die südöstlichste Stadt im Herzogtum Schleswig, das seit 1231 unter eigenen Herzögen aus einer Nebenlinie des dänischen Königshauses stand (Nachfahren von Herzog bzw. König Abel). Rein rechtlich besaß nach dem Jütischen Recht (dänisch: Jyske Lov) Eckernförde eine Sonderstellung deswegen, weil es direkt auf dem Küstenstreifen entstanden war: Es gehörte direkt zum Privatbesitz des dänischen Königs und nicht zum dänischen Staat – ein Sachverhalt, der sich erst 1721 direkt auf Eckernförde auswirken sollte. Im Gegensatz zu den anderen schleswigschen Fördestädten kam das Umland im Spätmittelalter fast vollständig in die Hände adeliger Großgrundbesitzer. Die Hafenstadt war vor allem als Umschlagplatz für landwirtschaftliche Erzeugnisse wichtig.

## 15. Jahrhundert
Ende des 14. Jahrhunderts und Anfang des 15. Jahrhunderts war Eckernförde ein gefürchtetes Piratennest. Aus den damaligen Auseinandersetzungen um den Einfluss auf den Landesteil Schleswig zwischen der dänischen Herrscherin Margarethe I. und ihren Nachfolgern auf der einen Seite und den holsteinischen Herzögen auf der anderen Seite profitierten die Piraten und wurden dabei auch direkt von den holsteinischen Herzögen unterstützt. Überliefert sind vor allem Ereignisse aus den Jahren 1386, 1409, 1416 und 1421. Seeräuber unter den Eckernförder Einwohnern waren im Jahre 1421 Peter Gold, Klaus Schütte und Klaus Mertens.
Am 10. Oktober 1481 erhielten die Rendsburger durch Dorothea von Brandenburg, durch Heirat mit dem dänischen König Christian I. (Dänemark, Norwegen und Schweden) als Königin von Dänemark betitelt, kurz nach dem Tode ihres Gatten das Privileg verliehen, in Eckernförde und Kiel kaufen zu dürfen.

## 16. Jahrhundert
Bei der großen Landesteilung 1544 kam Eckernförde an Adolf I., den Herzog von Schleswig-Holstein-Gottorf, und lag damit sehr isoliert. Die adeligen Distrikte verblieben unter der gemeinsamen Regentschaft der drei, ab 1581 zwei Landesherren. Kurz vor dem Durchbruch der Reformation stiftete der letzte katholische Bischof von Schleswig, Gottschalk von Ahlefeldt, ein Hospital in Eckernförde, in das jedoch keine Stadtarmen, sondern Bedürftige von den umliegenden Adelsgütern aufgenommen werden sollten. Dieser Goschenhof stand nicht unter der Aufsicht des Magistrats. Ein Teil der Stiftungseinnahmen kam von den Untergehörigen der ebenfalls von einem Ahlefeldt gestifteten und 1541 mit dem Goschenhof vereinigten Marianerkapelle in Hadersleben. Patron war der jeweilige Gutsherr auf Gelting.
Im Zuge der Reformation wurde Eckernförde im 16. Jahrhundert, wie auch das übrige Schleswig, lutherisch. 1574 hatte sich in der Stadt auch eine radikal-reformatorische Täufergemeinde gebildet, die öffentlich gegen den lutherischen Klerus auftrat. Die Gemeinde wurde letztlich mit Gewalt aus der Stadt vertrieben und konnte sich später in Preußen ansiedeln.

## 17. Jahrhundert

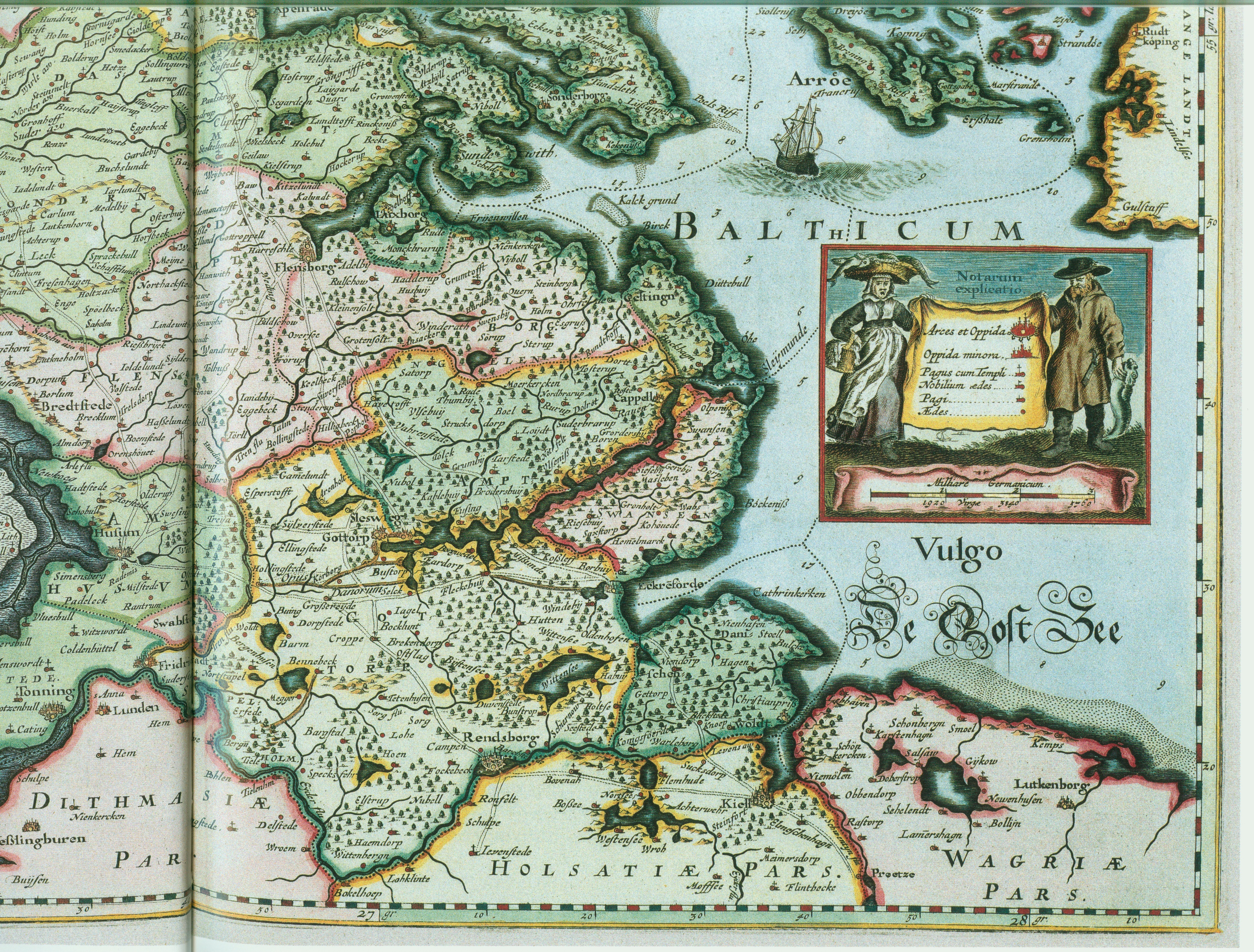
Landesteil Schleswig um 1660, Karte von Johannes Mejer

Etwa zu Beginn des 17. Jahrhunderts begann die Zeit, in der die Eckernförder Bildschnitzerschule Ruhm in Norddeutschland und Skandinavien erlangte. Als bedeutendster Vertreter der Eckernförder Schnitzkunst gilt Hans Gudewerdt der Jüngere (auch: Hans Gudewerdt II). Er gehört zu den Hauptvertretern des Knorpelstils. Daneben waren (u. a.) auch Hans Gudewerdt der Ältere (auch: Hans Gudewerdt I, Meister mit dem flöteblasenden Hasen), Hans Gudewerdt der Jüngste (auch: Hans Gudewerdt III), Ewerdt Friis, Lorentz Jørgensen, Ciriacus Dirkes, Hans Dreyer, Jürgen Koberch und Peter Neelsen bedeutend.
Während des Dreißigjährigen Krieges zog Christian IV. im Frühjahr 1628 in Eckernförde ein. Als oberster Feldherr des niedersächsischen Reichskreises des Heiligen Römischen Reichs deutscher Nation, dem er als Herzog von Holstein angehörte, versuchte er, sich an die Spitze der protestantischen Partei zu stellen. 1629 marschierten die Truppen der Katholischen Liga unter Tilly jedoch im Herzogtum Schleswig ein, das nicht zum deutschen Staatsverbund gehörte.
Am 5. April 1647 kam es in Eckernförde zu einem Gemetzel: dänische Schiffe waren im Hafen erschienen und die in der Stadt befindlichen Kaiserlichen Reiter flüchteten, während sich die Fußsoldaten in der Kirche verschanzten. Als die Angreifer versuchten, die Kirchentüren einzuschlagen, wurden viele von ihnen durch ausgestreutes Schießpulver in die Luft gesprengt. Nach erbittertem Kampf siegten schließlich die Dänen und machten die übriggebliebene kaiserliche Besatzung nieder.
1629 brach in Eckernförde die Pest aus und kostete 500 Menschenleben; nach Angabe blieben nur 39 Bürger nach. An die Pest erinnert das 1632 gefertigte so genannte „Sündflutbild“ in der St. Nicolai‑Kirche.

## 18. Jahrhundert

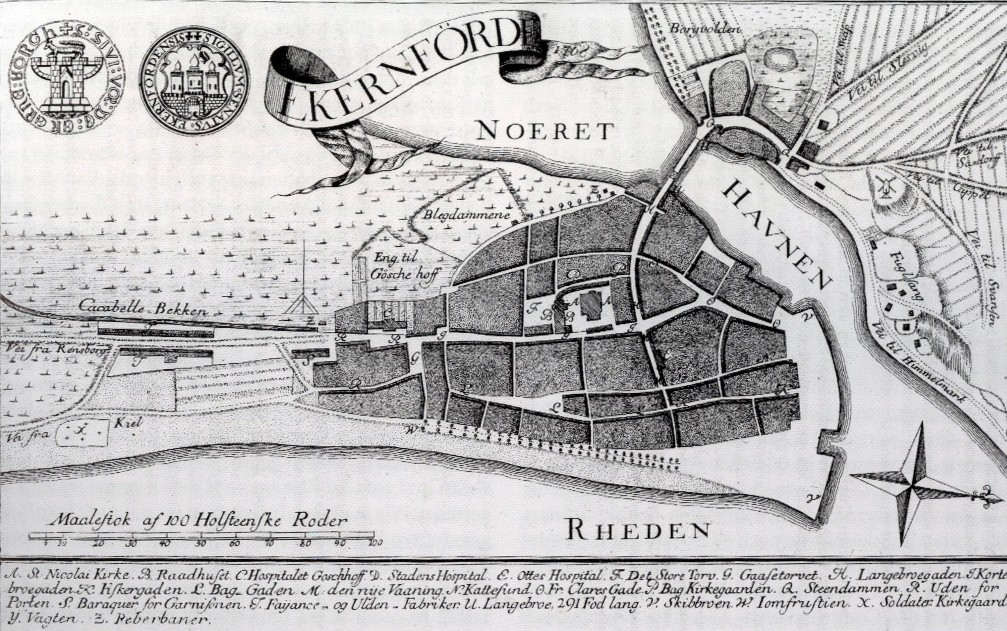
Dänischsprachiger Stadtplan von C. F. Woisolofsky aus dem Jahre 1768

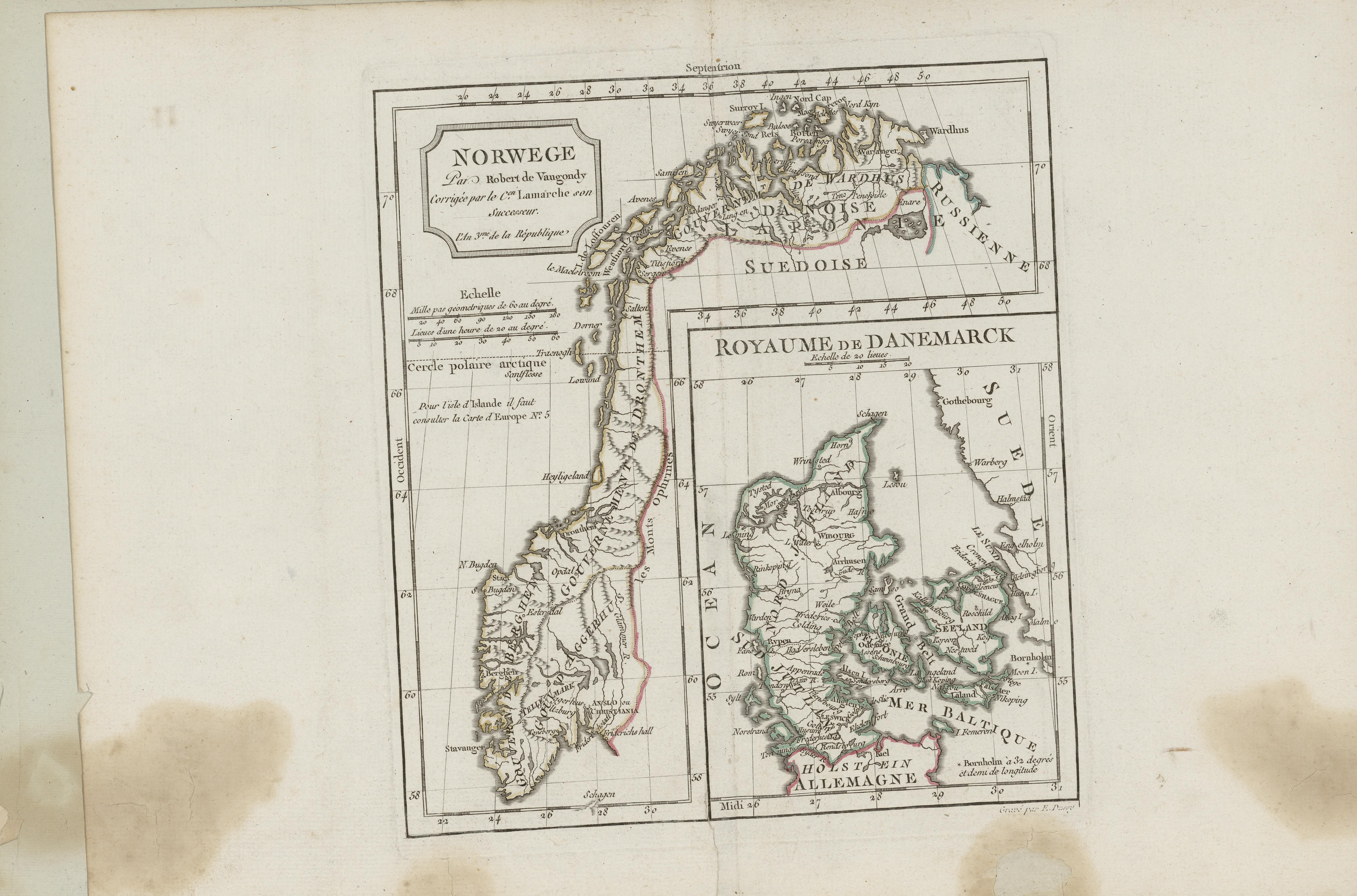
Nicht ganz korrekt zum Königreich Dänemark gehörig dargestellt auf einer französischen Karte von vor 1795

Nachdem 1708 der Vogelsang von Borby nach Eckernförde umgemeindet war (die Verwaltung des Schul- und Kirchenwesens erfolgte aber weiter in Borby), wurden 1771 Flächen, die bis dahin mit der Stadt Eckernförde gemeinsam bewirtschaftet und verwaltet wurden („Feldgemeinschaft“) vermessen und aufgeteilt: Borby erhielt 8,5 Hufen, Eckernförde deren acht; eine halbe Hufe wurde dem Gut Hemmelmark zuerkannt.
Im 18. Jahrhundert erlebte die Stadt einen ersten wirtschaftlichen Aufschwung als Fischereihafen und Industriestandort (zum Beispiel die Eckernförder Fayencemanufaktur). Vor allem der Kaufmann und Fabrikant Friedrich Wilhelm Otte war erfolgreich und weithin bekannt.
In einem Lexikon aus dem Jahre 1747 findet sich über Eckernförde folgender Eintrag: Eckelenföhrde/eine stadt in Schleßwig, 3 meilen von Gottorp, an einem meer-busen, das Eckelenföhrder-Nor oder Wyck genannt, an der ost-see gelegen, und dem Herzoge von Gottorp gehörig. Sie hat einen vortrefflichen hafen, unterschiedene schöne häuser, und ein süsses bier, so den namen cacabelle führet, dem ihm ein Cardinal auf seiner durchreise, wegen der purgierenden krafft, gegeben. Die einwohner haben im winter von den sogenannten muscheln, welche hier gefangen und weit in Teutschland verführet werden, ihre beste nahrung.

## 19. Jahrhundert

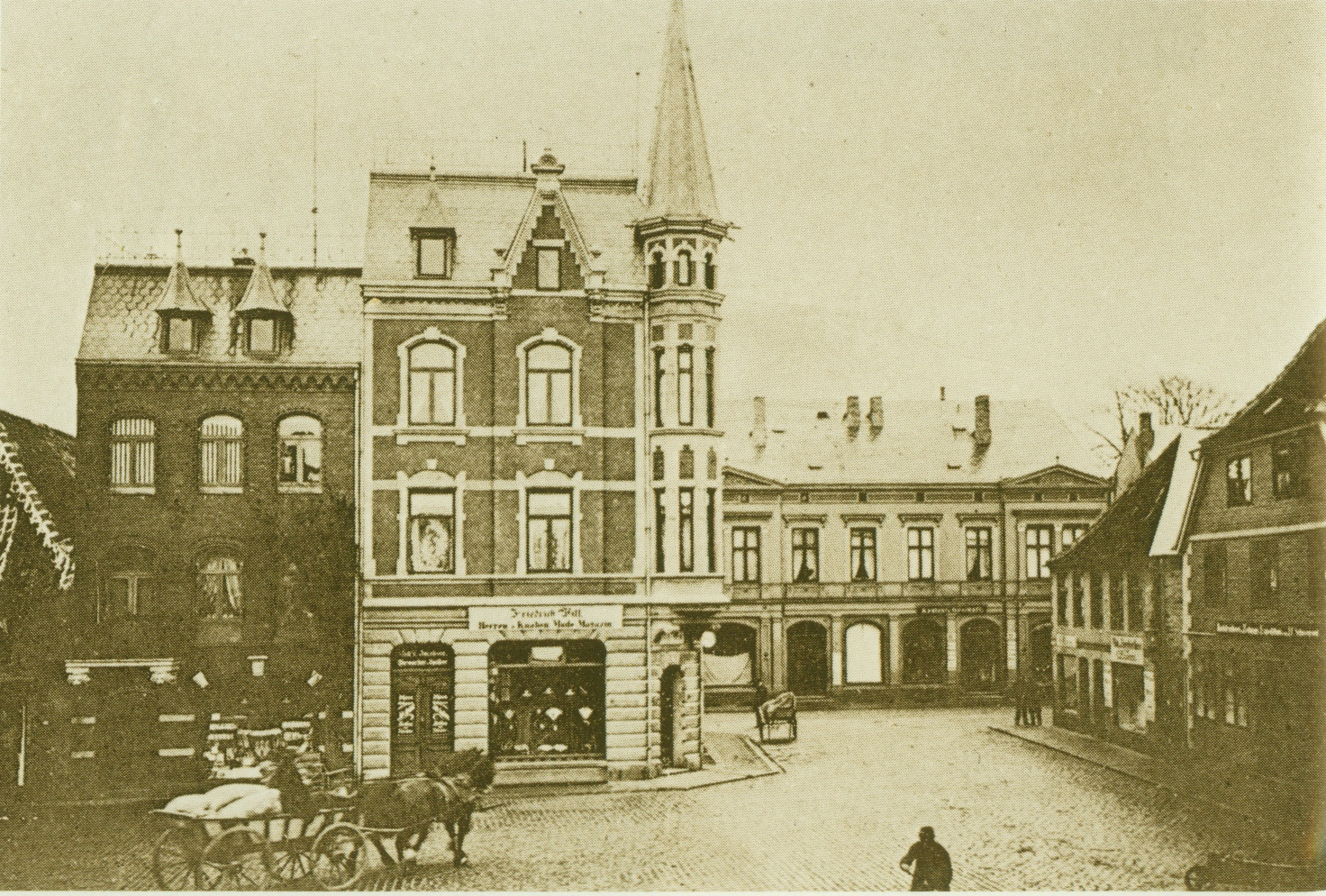
Marktplatz (Ende 19. Jh.)

Kriegsveteranen am 60. Jahrestag auf dem Titelblatt der Eckernförder Zeitung vom 25. März 1908

Am 7. Dezember 1813 schlug Ludwig Graf von Wallmoden-Gimborn bei Eckernförde die Dänen, die damit gemeinsam mit Sachsen als Napoleon Bonapartes letzte Verbündete zu den Verlierern der napoleonischen Kriege zählten.
Mit der Gründung des Seebades 1831 im später eingemeindeten Fischerort Borby beginnt die touristische Tradition Eckernfördes, wobei die Fischerei aufgrund des gut gelegenen Hafens noch lange bis ins 20. Jahrhundert ein wichtiger Wirtschaftsfaktor blieb. Vor allem Räuchereibetriebe machten die Stadt weithin bekannt, obwohl die Sprotten bis heute vor allem mit der südlichen Nachbarstadt Kiel verbunden werden.
1848 brach der Bürgerkrieg im Herzogtum Schleswig aus. Eckernförde geriet schnell unter die Herrschaft der Schleswig-Holsteiner. Am 5. April 1849 wurde Eckernförde im Schleswig-Holsteinischen Krieg Ziel eines dänischen Landungsversuches, dem Gefecht bei Eckernförde, der zugleich die zweite Phase des drei Jahre währenden Krieges einleitete. Dabei wurden das dänische Linienschiff Christian VIII. und die Fregatte Gefion von den deutschen Strandbatterien beschossen, wobei ersteres explodierte, letztere sich ergeben musste und von den Schleswig-Holsteinern übernommen wurde. Der deutschen Öffentlichkeit wurden vor allem Ernst II. als ranghöchster Kommandant, Eduard Julius Jungmann und Ludwig Theodor Preußer aufgrund ihrer militärischen Leistungen bekannt. Nach der endgültigen Niederlage der schleswig-holsteinischen Aufständischen 1850 wurde der Gesamtstaat unter der dänischen Krone wiederhergestellt.
Mit der Gründung des Lehrerseminars 1858 wurde Eckernförde erstmals Hochschulstandort.
Mit der Lostrennung von der dänischen Monarchie und die Eingliederung in Preußen (1867) büßte Eckernförde den größten Teil seines Handels ein. Immer stärker geriet es in den Schatten des sich rasant entwickelnden Marinestandorts Kiel.
Bei dem großen Sturmhochwasser vom 13. November 1872 trug Eckernförde von allen Küstenorten der Ostsee aufgrund seiner Lage an der weit nach Nordosten geöffneten Bucht die schwersten Schäden davon. Das gesamte Stadtgebiet war tagelang meterhoch überflutet, 78 Häuser zerstört, 138 Häuser beschädigt und 112 Familien obdachlos geworden.
Borby entwickelte sich seit 1831 zu einem Badeort und durfte seit 1833 offiziell die Bezeichnung „Seebad“ führen.

## 20. Jahrhundert
| Jahr                | Einwohner Eckernfördes              |
| ------------------- | ----------------------------------- |
| 1769                | 2.091                               |
| 1803                | 2.921                               |
| 1826                | 3.492                               |
| 1835                | 3.908                               |
| 1840                | 4.058                               |
| 1855                | 3.931                               |
| 1860                | 4.325                               |
| 1871                | 4.629                               |
| 1880                | 5.321                               |
| 1885                | 5.604                               |
| 1890                | 5.896                               |
| 1895                | 6.378                               |
| 1900                | 6.719                               |
| 1905                | 7.115                               |
| 1910                | 6.797                               |
| 1919                | 6.680                               |
| 1925                | 7.322                               |
| 1933                | 7.761                               |
| 1934, 31. März      | 7.916                               |
| 1934, 1. April      | 10.150 Eingemeindung Borby          |
| 1935                | 10.424                              |
| 1939                | 12.478 nach anderen Quellen: 13.580 |
| Anfang 1945         | 16.200                              |
| Mai 1945            | bis zu 60.000                       |
| Ende 1945           | 26.187                              |
| 1946, 29. Oktober   | 23.977                              |
| 1950, 13. September | 23.356                              |
| 1955                | 20.205                              |
| 1956                | 20.027                              |
| 1960                | 20.368                              |
| 1961                | 19.540                              |
| 1962                | 20.900                              |
| 1970                | 21.299                              |
| 1975                | 22.938                              |
| 1976                | 22.969                              |
| 1980                | 23.081                              |
| 1990                | 22.426                              |
| 2000                | 23.304                              |
| 2003                | 23.384                              |
| 2004                | 23.249                              |
| 2005                | 23.144                              |
| 2008, 31. Dezember  | 22.793                              |
| 2010, 31. Dezember  | 22.614                              |
| 2012, 31. Dezember  | 21.791                              |
| 2016, 31. Dezember  | 21.942                              |
| 2017, 31. Dezember  | 21.979                              |
| 2018, 31. Dezember  | 21.902                              |

Großfeuer am Eckernförder Hafen 1912

Einwohnerentwicklung von Eckernförde 1769 bis 2017. Die Spitze Mitte 1945 ergibt sich aus einem hohen Flüchtlingsaufkommen. Für Zahlen des Ortsteils Borby siehe Artikel Borby

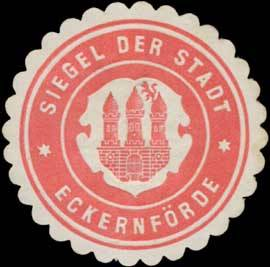
Siegel der Stadt Eckernförde

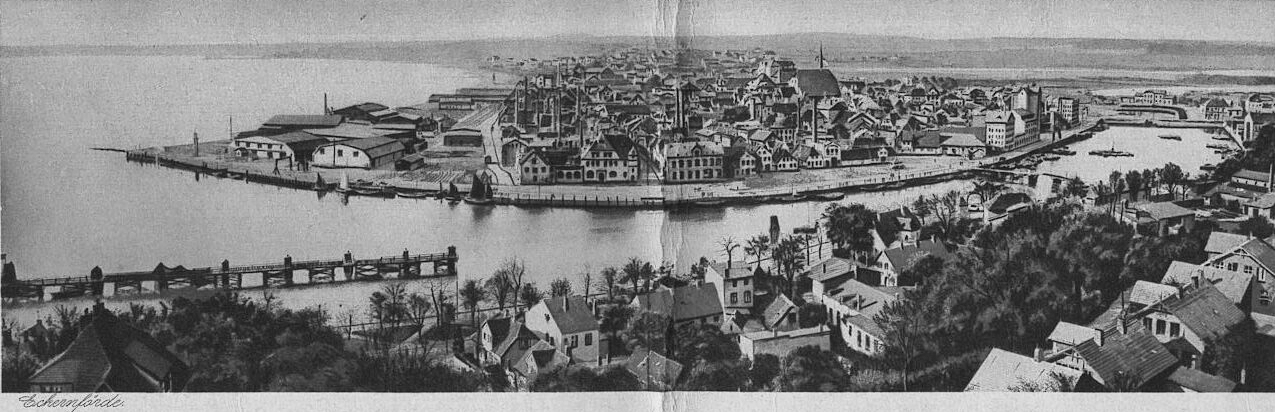
Eckernförde, Panorama um 1915

Am 23. Juli 1912 wütete ein Großfeuer an der Eckernförder Hafenspitze.
Die Kriegsbegeisterung bei Ausbruch des Ersten Weltkrieges war in Eckernförde nicht sonderlich groß. Nur insgesamt 72 Männer meldeten sich als Kriegsfreiwillige, allesamt im Alter zwischen 17 und 22 Jahren, darunter 55 Schüler des Königlichen Schullehrerseminars und ein Schüler der Bauschule Eckernförde. Von den übrigen Personen waren zehn der Mittel- und sechs der Unterschicht zuzurechnen.
Seit 1912 ist Eckernförde Garnisonsstadt und Marinestützpunkt sowie Sitz einer Torpedoversuchsanstalt (TVA Eckernförde) mit zeitweise zwei Arealen in Eckernförde (TVA Nord und TVA Süd) und mehreren Außenstellen außerhalb von Eckernförde. Bei Ende des Zweiten Weltkrieges hatte die TVA Eckernförde mehrere Tausend Beschäftigte (nach Einzelangaben bis zu 10.000, nach Angaben des Arbeitsamtes etwa 7300) und – im Bereich der TVA Nord – über 1200 Zwangsarbeiter und Zwangsarbeiterinnen (diese Anzahl allein schon im Lager Louisenberg). Zusammen mit den Außenstellen der TVA Eckernförde waren es nach Angaben über 24.000 Beschäftigte. Unter anderem wurden hier die Kleinst-U-Boot-Typen Neger und Marder gebaut. Nach zwei Namensänderungen 1974 (Erprobungsstelle 71) und 1987 befindet sich heute auf dem Gelände der ehemaligen TVA Süd der Sitz der Wehrtechnischen Dienststelle (WTD) 71 mit mehreren Außenstellen.
Der Kapp-Putsch im März 1920 führte in Eckernförde zu blutigen Straßenschlachten zwischen den einmarschierten Putschisten und einer aus rund 1.600 Eckernfördern und Borbyern zusammengestellten „Arbeiterwehr“. Erst durch auf die Menschenmenge abgefeuerte Schüsse auf der Flucht der Putschisten (unter ihnen der damalige Eckernförder Bürgermeister und der damalige Landrat) waren zwei Todesopfer zu beklagen.
In der Zeit des Nationalsozialismus wurde der spätere Ministerpräsident von Schleswig-Holstein Helmut Lemke als NSDAP-Mitglied Bürgermeister von Eckernförde (Klaus-Staeck-Plakat dazu). In dieser Funktion sagte er Anfang Februar 1933 in SA-Uniform: „Wir alle, jeder an seiner Statt, sind dazu aufgerufen, die Hammerschläge des Dritten Reiches auszuführen“. Den Worten sollten bald Taten folgen: auf seine Anordnung hin wurden am 5. April 1933 zahlreiche Sozialdemokraten, Kommunisten und aktive „freie“ TVA-Gewerkschafter in Eckernförde verhaftet und in mehrmonatige „Schutzhaft“ genommen. Bei einer zweiten Verhaftungswelle 1936 wurden Widerständler aus dem Raum Kiel, Rendsburg und – vor allem – Eckernförde in Zuchthäuser oder Konzentrationslager verbracht. Zwei unter ihnen, Hermann Ivers (KPD-Ortsvorsitzender und Kopf einer aktiven Widerstandsgruppe, die Hunderten von Verfolgten aus dem ganzen Reich die Flucht mit Fischkuttern nach Skandinavien ermöglichte) und Heinrich Otto, wurden dort später von den Nationalsozialisten umgebracht. Der braune Terror begann schon vor der „Machtergreifung“ durch die Nationalsozialisten, als am 10. Juli 1932 bei einem SA- und SS-Überfall auf das Gewerkschaftshaus in Borby zwei Gewerkschafter ermordet wurden. Eine dritte Verhaftungswelle nach dem 20. Juli 1944 führte zum tragischen Tod des noch im März 1933 wiedergewählten Borbyer SPD-Bürgermeisters und Gewerkschaftssekretärs Richard Vosgerau: ins KZ Neuengamme verschleppt und von den Nazis vor den anrückenden alliierten Truppen auf die in der Neustädter Bucht liegenden Schiffe Cap Arcona und Thielbek verbracht, wurde Vosgerau zusammen mit etwa 7.000 Häftlingen am 3. Mai 1945 Opfer irrtümlicher Angriffe durch die Briten. Über das Schicksal der nur sehr wenigen in Eckernförde lebenden Juden ist definitiv nur bekannt, dass mit Emmy Massmann eine Jüdin die Konzentrationslager Auschwitz und Bergen-Belsen
überlebt hat und dass Klara Götting (geb. Kaufmann), die von 1929 bis 1937 in Eckernförde wohnte, zusammen mit ihrem Ehemann Arthur zu ihrer Mutter nach Göttingen zurückzog und dort einer Deportation in ein KZ aufgrund ihres „arischen“ Ehegatten entging; dieser war in Eckernförde Gymnasiallehrer an der Jungmannschule, entwarf den Gefion-Brunnen und den Einband des Goldenen Buches der Stadt Eckernförde und hatte sich geweigert, sich von seiner jüdischen Gattin zu trennen.
Das Seebad Borby wurde am 1. April 1934 auf Betreiben Lemkes hin in die Stadt Eckernförde eingemeindet. Mit der Eingemeindung stieg die Einwohnerzahl der Stadt von knapp 8000 auf über 10.000.
Die genaue Anzahl der in Eckernförde beschäftigten Zwangsarbeiter ist nicht ermittelbar, vor allem nicht für die Zeit des Kriegsendes. Für den ehemaligen Kreis Eckernförde meldete die Kreisverwaltung im Jahre 1944 mal 4.800 „verschleppte Personen“ (gemeint: Zwangsarbeiter), mal 6.000 „ausländische Arbeitskräfte“, davon 4.000 aus dem Osten, wobei unklar bleibt, in welchem Umfang mit dieser Formulierung Zwangsarbeiter gemeint sein könnten. Man weiß jedoch, dass im Lager in Louisenberg 1.200 Zwangsarbeiter untergebracht waren, darüber hinaus es weitere Unterkünfte gab, dass in der TVA Eckernförde möglicherweise mehrere Tausend Zwangsarbeiter eingestellt waren und es solche zumindest auch im damaligen Kreiskrankenhaus und bei den Eckernförder Kreisbahnen (lt. Angabe Dez. 1943: 279) gab.
Eckernförde, obwohl Garnisons- und Rüstungsindustriestandort – blieb im Zweiten Weltkrieg weitgehend von Bomben verschont: zwei Bomben fielen auf das Haus Norderstraße 46 (1. Mai 1941, 3 Tote), eine auf das Haus Norderstraße 42 (ebenfalls 1. Mai 1941, 2 Tote), eine auf den Petersberg (ohne Datumsangabe, Blindgänger traf die Siegfried-Werft, keine Toten), eine auf das Haus Feldweg 15 (30. Juni 1941, keine Toten). In derselben Nacht trafen mehrere Brandbomben das Haus Ottestraße 7 und Blindgänger die Gebäude Feldweg 5 und Langebrückstraße 8 (keine Toten). Andere auf Eckernförde abgeworfene Bomben fielen sprichwörtlich (auf umgebende Koppeln) oder wortwörtlich (Windebyer Noor und Ostsee) „ins Wasser“.
Nach dem Ende des Zweiten Weltkrieges 1945 gehörte Eckernförde zur Britischen Besatzungszone; nach dem Morgenthau-Plan wäre der Landesteil Schleswig bis etwa zur Linie Husum-Eckernförde (einschließlich dieser Städte) wieder Dänemark eingegliedert worden und Eckernförde damit Grenzstadt zur Internationalen Zone Kaiser-Wilhelm-Kanal (die den größten Teil des übrigen Schleswig-Holsteins umfassen sollte) geworden.
Die britische Militärverwaltung richtete ein DP-Lager ein zur Unterbringung so genannter Displaced Persons (DP). Das Lager mit der Verwaltungsnummer 1206 bestand aus Teillagern und wurde von einem Team der UNRRA betreut. 1947 lebten über 2500 DPs im Lager Eckernförde. Die Lager wurden im Dezember 1949 aufgelöst. Die Teillager hießen innerhalb Eckernfördes Craigie, Estonia, Louisenberg, Noor und Rendsburger Straße. Damals noch außerhalb Eckernfördes Stadtgrenzen in Windeby lag das Camp Windeby (als Teil des Windebyer Lagers; heute im Eckernförder Gebiet Broosbyer Koppel). Ein Teil-Camp des Eckernförder DP-Lagers 1206 bestand in Klein Wittensee. Angaben zufolge existierten zuletzt nur noch drei der Teil-Camps.

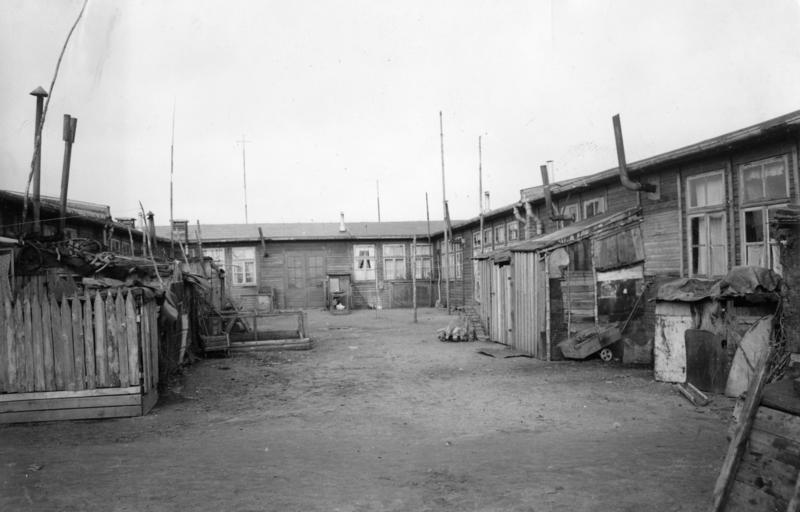
Flüchtlingslager in Eckernförde

Der Zustrom von über 10.000 Flüchtlingen aus den damaligen Ostgebieten Deutschlands in den Monaten vor und nach dem Ende des Zweiten Weltkriegs bescherte der von Bomben nahezu verschonten Stadt eine große Wohnungsnot, die sich bis in die 1970er Jahre auswirkte: Die zu Kriegszeiten (1943) für 6000 Plätze ausgelegten Barackenlager der TVA wurden für die Flüchtlinge genutzt, teilweise erweitert und weitere Lager angelegt. Etwa das (erst 1969 aufgelöste) Rendsburger Lager, das Sandkruglager, das Domstaglager, die alle drei schon vor 1945 als Wohnlager für TVA-Beschäftigte bestanden. Zumindest das Rendsburger Lager und das Noorlager wurden zu Flüchtlings- und DP-Lagern gleichermaßen. Das ebenfalls bereits bestehende Louisenberger Lager erfuhr genauso eine Umwandlung vom Zwangsarbeiterlager zum Flüchtlings- und DP-Lager, das Ykernburg-Lager eine Umwandlung der Brackengebäude der I. Marine-Flak-Brigade - Untergruppenkommando 211 Eckernförde zum Flüchtlingslager. Eine Sonderstellung nahm das ab 1946 im Bereich des Rosseer Weges im Stadtteil Carlshöhe errichtete Lager Klein Moskau ein: die schon rein optisch von anderen Lagerbaracken abweichenden Gebäude waren kleine Eigenheime von 30 m² Wohnfläche auf Pachtgrundstücken der Stadt Eckernförde mit zeitlicher Begrenzung – die ersten 20 dieser Heime konnten für 1000 RM erworben werden, der Pachtzins betrug 5 Rpf/m². Insgesamt gab es in Eckernförde nach dem Krieg rund 70 Barackenlager (Flüchtlings- und/oder DP-Lager) mit recht abweichender Kapazität, dazu Einzelwohnbaracken.
Insgesamt verdreifachte sich die Bevölkerungszahl zwischen 1935 und 1947 durch den Zuzug von TVA-Beschäftigen, Flüchtlingen, Displaced People, Zwangsarbeitern, Ausgebombten usf. fast von knapp über 10.000 auf unter 28.000; allein innerhalb des Kalenderjahres 1945 (als bereits Flüchtlinge angekommen waren) wuchs die Einwohnerzahl von über 16.000 auf über 26.000. Diese Zahl verharmlost eher den Flüchtlingsstrom, der sich über Eckernförde ergoss und schließt diejenigen Flüchtlinge nicht ein, die sich nur kurzzeitig angemeldet oder unangemeldet in Eckernförde aufhielten: allein 212 der rund 1000 Flüchtlingsschiffe aus Ostpreußen steuerten Eckernförde an, woraus angenommen wird, dass schon dadurch mehreren 100.000 Flüchtlingen über Eckernförde die Flucht gelang. Viele der Schiffe kamen schon in den Wintermonaten 1943/44. Die größeren Schiffe brachten mehrere Hundert Flüchtlinge nach Eckernförde; 1500 beispielsweise die Deutschland am 22. Mai 1945. Andere kamen unter anderem zu Fuß, mit Pferdefuhrwerken oder mit Transporteisenbahnzügen, die am Bahnhof von bereitgestellten Bussen erwartet wurden. An einem der Maitage 1945 wird die Anzahl der in Eckernförde befindlichen Flüchtlinge auf 45.000 und Eckernfördes Einwohnerzahl auf 58.000 geschätzt. Etwa 2500 bis 3000 der Flüchtlinge schliefen auf Feldbetten oder auf Stroh in den Schulen der Stadt. Dennoch avancierte die Stadt in den ersten Nachkriegsjahren auf manchen Gebieten zu einem „Kriegsgewinner“; zu nennen sind beispielsweise Um- und Ansiedelungen von Gewerbebetrieben (darunter die Waffenfabrik J. P. Sauer & Sohn), die Gründung eines ersten Sinfonieorchesters für Schleswig-Holstein nach dem Zweiten Weltkrieg mit Sitz in Eckernförde („Schleswig-Holsteinisches Konzertorchester GmbH“), die Aufstellung der Bereitschaftspolizei 1951 (1956 verlegt nach Eutin), die vorübergehende Unterbringung der Landesfeuerwehrschule Schleswig-Holstein 1948–1954, die sportlichen Erfolge des Eckernförder SV (mit Fußballspielern wie zum Beispiel Kurt Baluses, Fritz Langner, Kurt Krause und Herbert Panse).

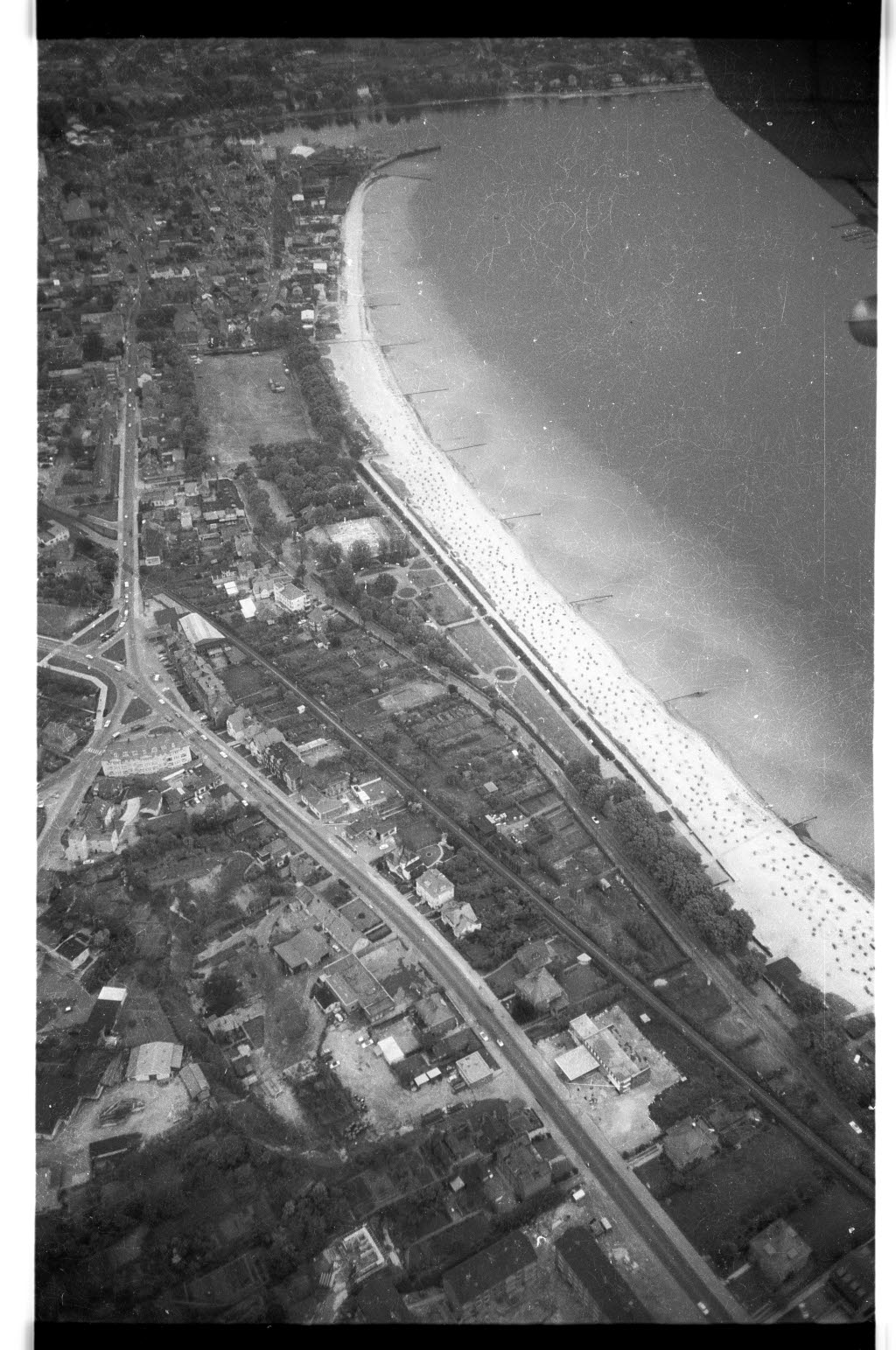
Luftbildaufnahme 1965

Die Wohnungsnot führte – obwohl die Einwohnerzahl inzwischen auf gut 20.000 (1960) wieder gesunken war – seit Ende der 1950er Jahre zu reger Bautätigkeit; es entstanden neue Wohngebiete wie beispielsweise die Broosbyer Koppel und Wilhelmsthal. Der Leitgedanke, neue Siedlungsgebiete für unterschiedliche soziale und gesellschaftliche Schichten nebenher zu schaffen, verlor sich in den 1970er Jahren. Daneben begann in den 1950er Jahren eine infrastrukturelle Bautätigkeit (Gudewerdt-Schule, Neubau der Bauschule und des Kreiskrankenhauses zum Beispiel), die in den 1970er Jahren mit dem Bau der Stadthalle, des Meerwasserhallenbades und des Schulzentrums Süd und in den 1980er Jahren mit dem Bau eines neuen Rathauses ihre Fortsetzung finden sollte. Ein Schwerpunktbereich der Bautätigkeit in den 1970er bis 1980er Jahren war die Sanierung der Altstadt und eines Teilbereiches des Stadtteils Borby, die als Modellprojekt mit finanziellen Mitteln des Bundes gefördert wurde; insgesamt wurden hierfür 22,5 Millionen DM ausgegeben. Dass zur Eckernförder Altstadtsanierung Belange des Denkmalschutzes teilweise aufgegeben werden „mussten“ (Gaehtjestraße und Frau-Clara-Straße), wurde im Bundesbauministerium bedauert. Einer ersten Umgestaltungsmaßnahme der Kieler Straße (Haupteinkaufsstraße) fielen in den 1960er Jahren zuvor schon die historische Häuserzeile zwischen Kirchplatz und Kieler Straße und das zuletzt als Fischladen genutzte Stadtschreiberhäuschen im Bereich des früheren Stadttores vor der so genannten Ritterburg zum Opfer. Trotz der enormen Bautätigkeit blieb die Pro-Kopf-Verschuldung (1980: unter 600 DM) in den 1970er und 1980er Jahren unter der aller anderen Mittel- und Großstädte Schleswig-Holsteins.
Größtes kommunalpolitisches Streitthema (zumindest) nach dem Zweiten Weltkrieg waren die facettenreichen Auseinandersetzungen von 1980 bis 1982 um ein – von der Verwaltung seit 1979 und den Fraktionen von SPD und CDU seit 1980 vorangetriebenes – als Sport- und Freizeitzentrum „Borbyhof“ geplantes – Investitionsvorhaben mit geschätztem Ausbauvolumen von rund 100 Millionen DM. Kaufkraftbereinigt wären dies heute rund 120 Millionen Euro. Geplant waren nach erstem Planungsstand der Bau einer Eissporthalle mit 2000 Zuschauerplätzen, eines 130-Betten-Hotels, einer Tennishalle, einer Sportschule, eines Einkaufszentrums und weiteren Einrichtungen. Die Planungsakzente wurden in der Folgezeit mehrfach geändert.
Finanziert werden sollte das Bauvorhaben von der Chase Manhattan Bank. Horst Slevogt, Professor für Bankbetriebslehre an der Universität Kiel, Eckernförder SPD-Mitglied und zuvor selbst Aufsichtsratschef bei der Chase Manhattan Bank-Tochter Familienbank gehörte innerhalb seiner Partei zu den Gegnern des Projektes und legte ihr eigene Gegenberechnungen vor. Die Verwirklichung des Projektes scheiterte am wachsenden Widerstand der Bevölkerung (1982 waren nach einer Erhebung der SPD 63 Prozent, nach einer Umfrage der Zeitungen „Flensborg Avis“ und „Kieler Rundschau“ 68 Prozent gegen die Realisierung) und vor allem daran, dass sich die Bedenken der Gegner (FDP, Grüne, SSW, ein Teil der SPD, „Bürgerinitiative gegen Borbyhof“) unter anderem an der Seriosität des angeblichen Bauherrn aus Bamberg (tatsächlich war er nur Makler und „Strohmann“ für einen Düsseldorfer Unternehmer) und einzelner Betreiberfirmen sowie an der Finanzierung und Rentabilität des Projektes letztendlich als richtig erwiesen. Eine in Worms von derselben Firma, die auch die Eissporthalle in Borbyhof betreiben sollte, geführte Eissporthalle stand im Juni 1982 vor dem Konkurs, eine andere vorgesehene Betreiberfirma besaß unter der angegebenen Adresse nicht einmal einen Briefkasten. Der Chase Manhattan Bank war bis Juni 1982, dem Zeitpunkt des Scheiterns, keine gesamtwirtschaftliche Betrachtung zur Finanzierungsentscheidung vorgelegt worden.

## Staatliche Zugehörigkeit
Bis 1864 gehörte Eckernförde zum Herzogtum Schleswig. Schleswig war noch im Mittelalter Teil des Königreiches Dänemark gewesen. Bereits im 12. Jahrhundert kristallisierte sich Schleswig als selbständiges Jarltum heraus und löste sich endgültig im 14. Jahrhundert vom Königreich, mit dem es danach nur noch als Lehen in Personalunion verbunden war. Bis 1864 war Schleswig somit ein mit dem Königreich Dänemark zwar in Personalunion verbundenes, staatsrechtlich jedoch eigenständiges Gebilde (Sekundogenitur).
Zum dänischen Gesamtstaat zählten damals neben dem Königreich Dänemark die Herzogtümer Schleswig und Holstein, welche beide wiederum in herzogliche (von Gottorf aus regiert) und in königliche (von Kopenhagen aus regiert) Anteile aufgeteilt waren. Eine kurze Zeit von 1836 bis zum Ende des dänischen Gesamtstaates 1864 hatte das Herzogtum Schleswig eine eigene Ständeversammlung, ebenso wie Holstein, Nørrejylland und die dänischen Inseln. Mit der Einführung kam der König einer Aufforderung des Deutschen Bundes nach, nach dem Erstarken der liberalen Bewegungen nach der Julirevolution für seine Mitgliedsstaaten (in dem Falle Holstein) ratgebende Ständeversammlungen einzuführen und eine drohende Trennung in ein dänisches Königreich und deutsche Herzogtümer abzuwenden. Die erste schleswigsche Ständeversammlung traf sich 1836. Bereits im Mittelalter gab es ein schleswigsches bzw. südjütisches Landsting bei Urnehoved.
Eckernförde selbst wurde 1721 einer schon rund 500 Jahre alten Regelung des Jütischen Rechts (dän.: Jyske Lov, niederd.: Jütsche Low) (3. Buch, Kapitel 61, § 2) folgend, nach der der Küstenstreifen königlicher Privatbesitz war („Wente alle Vorstrande syn des Köninges“), durch den König unmittelbar in seiner Funktion als König Dänemarks und nicht in seiner Funktion als Herzog Schleswigs verwaltet.
Das südliche Schleswig zwischen Schlei und Eider war bereits im Hochmittelalter eine Zeit lang unabhängig von Dänemark und gehörte etwa von 935 bis 1024 zum Herzogtum Sachsen (Mark Schleswig) und damit seit 962 als Grenzmark dem Heiligen Römischen Reich Deutscher Nation an.
Für einen kurzen Zeitraum wurde Schleswig und damit Eckernförde von 1864 bis 1866 gemeinschaftlich von Preußen und Österreich verwaltet und wurde 1867 Teil der Provinz Schleswig-Holstein. Ab 1867 gehörte es somit zum Norddeutschen Bund und ab 1871 zum Deutschen Reich.
Die Grenze zwischen Dänemark und Deutschland liegt seit der Volksabstimmung in Schleswig im Jahr 1920 in circa 45 Kilometer nördlicher Entfernung, bei der Stadt Flensburg. Von 1945 bis 1949 lag Eckernförde in der britischen Besatzungszone und ist seit 1949 eine Stadt der Bundesrepublik Deutschland. Die Grenzregionslage führte unter anderem dazu, dass im Jahr 1949 vorübergehend eine Zweigstelle der staatlichen Zollschule Flensburg in Eckernförde-Carlshöhe bestand.